# Attacus paraliae
Attacus paraliae är en fjärilsart som beskrevs av Richard S. Peigler 1985. Attacus paraliae ingår i släktet Attacus och familjen påfågelsspinnare. Inga underarter finns listade i Catalogue of Life.